# Síndrome de descompresión
El síndrome de descompresión es el término empleado para denominar a la enfermedad aguda conocida en medicina como embolia gaseosa producida por una disminución brusca de la presión atmosférica. Esta enfermedad se caracteriza por la aparición de pequeñas burbujas e inflamación a nivel subcutáneo, pero el síntoma inequívoco es la aparición de un fuerte dolor, que afecta a diversas partes del cuerpo. Ciertas regiones corporales pueden sufrir parálisis transitoria y en ocasiones se producen lesiones permanentes e incluso la muerte.
Este síndrome de descompresión también es conocido como "enfermedad de los buzos" o "mal de presión".

## Historia
La primera vez que se observó este proceso fue en 1839, y pronto fue conocido entre los buzos y los trabajadores que debían permanecer durante periodos prolongados en cámaras de aire comprimido. Los síntomas aparecían cuando volvían a las condiciones atmosféricas habituales. La única medida terapéutica que se conocía consistía en devolver a la víctima a una cámara de alta presión, e iniciar la descompresión de manera lenta y progresiva. Se ignoraba la causa de los síntomas. Durante la Segunda Guerra Mundial, la evolución de la aeronáutica permitió que los aviones alcanzaran más de 9.000 m en 6 minutos; a esa altitud, la presión atmosférica es inferior a un tercio de la presión atmosférica a nivel del mar. Una despresurización tan brusca conducía con frecuencia a la aparición de un síndrome de descompresión en el piloto.

## Estudios de la enfermedad
Con este motivo se empezó a estudiar en profundidad el mecanismo de la enfermedad: un descenso brusco de la presión del aire produce una disminución de la solubilidad de los gases en solución, y por tanto los gases disueltos retornan al estado gaseoso dentro de la corriente sanguínea, formando burbujas de gas. Estas burbujas de gas liberadas dentro de la corriente sanguínea pueden obstruir algunos de los vasos terminales (arteriolas), interrumpiendo el aporte sanguíneo a las terminaciones nerviosas, desencadenándose así los síntomas que se producen a consecuencia de cuadros isquémicos (infartos) en diferentes zonas, cerebrales, óseas, renales, etc.. El oxígeno y el dióxido de carbono vuelven a su estado soluble dentro de la sangre con rapidez, pero los gases inertes permanecen en estado gaseoso y por tanto son el principal responsable. 
Se puede prevenir la aparición de esta enfermedad haciendo que el piloto respire oxígeno puro no sólo durante el vuelo, sino también antes del mismo. De esta manera se elimina el nitrógeno de la circulación.
Para que no se presente esta enfermedad en los buzos, estos deben respirar una mezcla gaseosa que contenga uno o más gases inertes (por ejemplo: nitrógeno, helio, hidrógeno), y deben permanecer un tiempo y a una profundidad determinada para que se produzca una saturación considerable de gas inerte en los tejidos. En esas condiciones es imprescindible realizar durante el ascenso paradas estáticas por el buzo para eliminar el sobrante de gas inerte que se acumula en los tejidos. Si se omiten estas paradas se producirá una sobresaturación excesiva de gas inerte que puede alcanzar el punto crítico de sobresaturación a partir del cual el gas cambia de estado y forma burbujas. Estas burbujas que pueden ser intravasculares y/o extra vasculares son las responsables del cuadro sintomático de la enfermedad descompresiva.